# Mirko Venturi

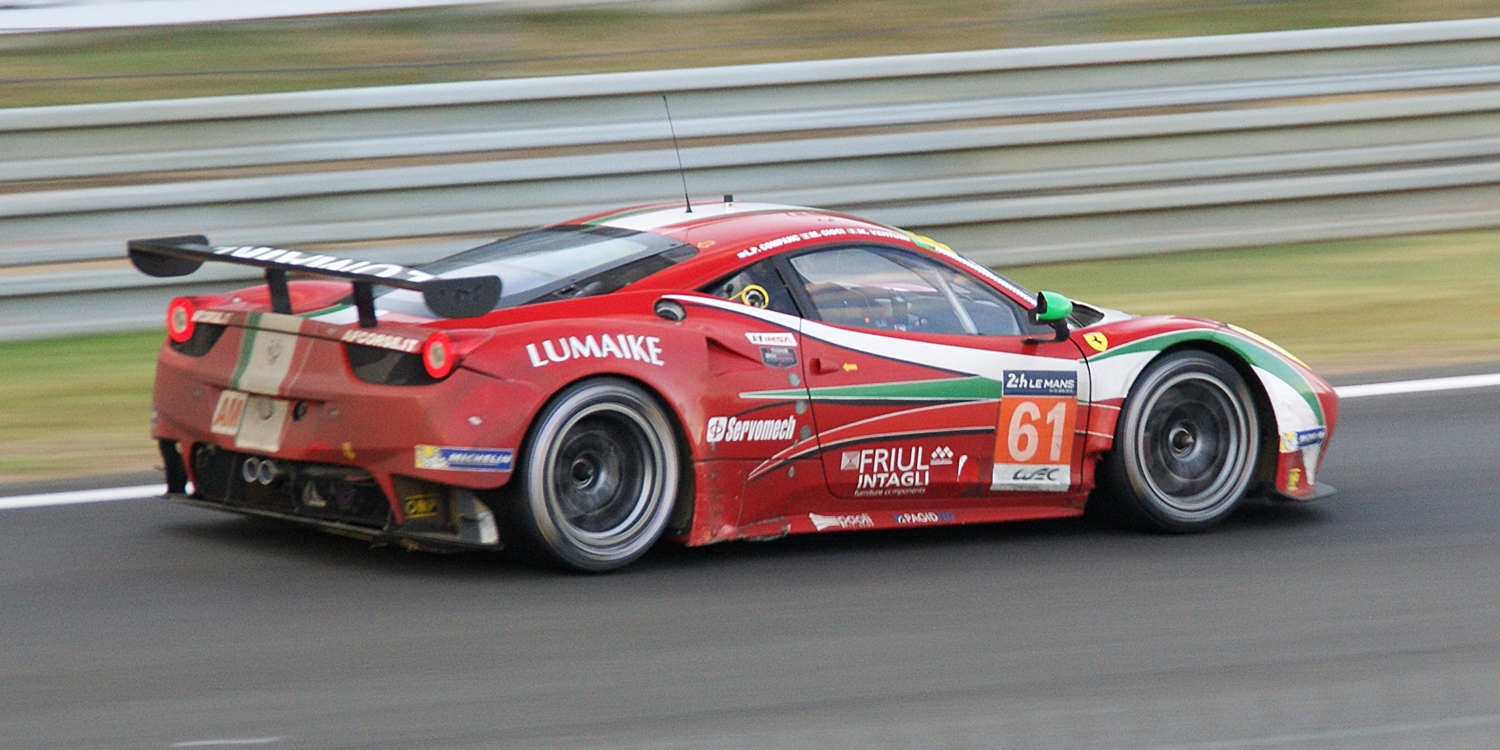
Der Ferrari 458 Italia GT2 von Luís Pérez Companc, Marco Cioci und Mirko Venturi beim 24-Stunden-Rennen von Le Mans 2014

Mirko Venturi (* 1. Mai 1981 in Reggio nell’Emilia) ist ein ehemaliger italienischer Autorennfahrer.

## Karriere im Motorsport
Mirko Venturi begann seine Karriere als Zehnjähriger im Kartsport und gewann bis 1998 mehrere italienische Meisterschaften in unterschiedlichen Rennklassen. Erste Erfolge im Monoposto feierte er in der italienischen Formel-Renault-Meisterschaft, wo er 1999 Dritter in der Meisterschaft wurde. Nach vier erfolglosen Einsätzen in der deutschen Formel-3-Meisterschaft 2002 kam die Karriere ins Stocken und Venturi fuhr vier Jahre keine Rennen mehr.
2006 kehrte er an die Rennstrecken zurück und ging mit einem BMW 320i in der italienischen Tourenwagen-Meisterschaft an den Start. Es folgten Einsätze im Lamborghini-Trafeo-Cup, der Blancpain Endurance Series, der International GT Open, der European Le Mans Series und der FIA-Langstrecken-Weltmeisterschaft. 2014 war er sowohl beim 12-Stunden-Rennen von Sebring und dem 24-Stunden-Rennen von Le Mans am Start. In Sebring wurde er 40. und in Le Mans 22. in der Gesamtwertung. 
2016 wurde er Meister in der italienischen Super-GT3-Meisterschaft.

## Statistik

### Le-Mans-Ergebnisse
| Jahr | Team     | Fahrzeug               | Teamkollege        | Teamkollege | Platzierung | Ausfallgrund |
| ---- | -------- | ---------------------- | ------------------ | ----------- | ----------- | ------------ |
| 2014 | AF Corse | Ferrari 458 Italia GT2 | Luís Pérez Companc | Marco Cioci | Rang 22     |              |

### Sebring-Ergebnisse
| Jahr | Team           | Fahrzeug               | Teamkollege   | Teamkollege   | Platzierung | Ausfallgrund |
| ---- | -------------- | ---------------------- | ------------- | ------------- | ----------- | ------------ |
| 2014 | Spirit of Race | Ferrari 458 Italia GT3 | Paolo Ruberti | Gianluca Roda | Rang 40     |              |